# 빅 나이트
《빅 나이트》(영어: Big Night)는 미국에서 제작된 캠벨 스콧, 스탠리 투치 감독의 1996년 코미디 드라마 영화이다. 스탠리 투치, 토니 셜루브 등이 출연하였고, 조너선 필리 등이 제작에 참여하였다.

## 출연진
- 스탠리 투치
- 토니 셜루브
- 미니 드라이버
- 이언 홈
- 이사벨라 로셀리니
- 앨리슨 재니
- 마크 앤서니
- 래리 블록
- 캐럴라인 에런
- 캠벨 스콧
- 리에브 슈라이버

## 기타 제작진
- 미술: 앤드루 잭니스
- 의상: 줄리엣 폴크사